# Halesa aenetusaria
Halesa aenetusaria là một loài bướm đêm trong họ Geometridae.